# Joaquín Benjumea Burín
Joaquín Benjumea Burín (Sevilla, 17 de enero de 1878-Sevilla, 30 de diciembre de 1963) fue un político español que ocupó importantes cargos durante los primeros años de la Dictadura franquista, que incluyeron la alcaldía de Sevilla, ministro de Hacienda, durante diez años, ministro de Agricultura y gobernador del Banco de España. Francisco Franco le otorgó, en 1951, el título nobiliario de I conde de Benjumea.

## Biografía
Nació en Sevilla el 17 de enero de 1878, en el seno de una familia de la burguesía agraria acomodada. Su padre Diego Benjumea Pérez de Seoane era abogado, ganadero y propietario agrícola. Su hermano Rafael, conde de Guadalhorce, fue ministro durante la dictadura de Primo de Rivera. Joaquín estudió ingeniería de minas, trabajo que desempeñó en puestos de responsabilidad durante muchos años. También se especializó en estudios hidroeléctricos, cuyo interés compartía con la agricultura y la ganadería, de las que era un gran conocedor.
Tras el estallido de la Guerra civil, Joaquín Benjumea fue nombrado presidente de la Diputación de Sevilla; ocupó el cargo entre diciembre de 1936 y diciembre de 1940. En abril de 1938 fue designado jefe del Servicio Nacional de Regiones Devastadas y Reparaciones. Tiempo después simultaneó este puesto con la alcaldía de Sevilla, cargo que desempeñó entre noviembre de 1938 y julio de 1939. En marzo de 1939 era director del Instituto de Crédito para la Reconstrucción Nacional. 
En agosto de 1939 pasó a formar parte del gobierno de Franco al ser nombrado ministro de Agricultura; además, asumió con carácter interino la cartera de trabajo. Se mantuvo al frente de ambos ministerios hasta mayo de 1941, cuando pasó a asumir la cartera de Hacienda. Estuvo al frente del Ministerio de Hacienda durante una década, hasta julio de 1951, cuando fue cesado y sustituido por Francisco Gómez de Llano. El 7 de septiembre de 1951 fue nombrado gobernador del Banco de España, puesto que desempeñó hasta su muerte en 1963. Desde los puestos de responsabilidad que ocupó en estos años, Benjumea apoyó decididamente numerosos proyectos relacionados con Sevilla.
En 1954, en el momento de constituirse la Compañía Española de Minas de Río Tinto (CEMRT), fue designado presidente de su consejo de administración. Durante estos años compaginó este puesto con el de presidente del Consejo de Minería.

## Vida privada
Contrajo matrimonio con María Manuela Medina y Togores, con la que tuvo nueve hijos: Diego, Manuela, José Ignacio, Alfonso, Luis, María, Isabel, Ana María y Marta.
En 1951 Francisco Franco le otorgó el Condado de Benjumea, título que ostentó hasta su fallecimiento. El Gobierno de España suprimió dicho título en 2022, en cumplimiento de la Ley de Memoria Democrática.

## Condecoraciones
- Gran Cruz de la Orden de Isabel la Católica (1941)
- Gran Cruz de la Orden de Carlos III (1949)